# Pseudosmodingium
Pseudosmodingium is een geslacht uit de pruikenboomfamilie (Anacardiaceae). De soorten uit het geslacht komen voor in Mexico.

## Soorten
- Pseudosmodingium andrieuxii (Baill.) Engl.
- Pseudosmodingium barkleyi Miranda
- Pseudosmodingium perniciosum (Kunth) Engl.
- Pseudosmodingium rhoifolium (DC.) F.A.Barkley
- Pseudosmodingium virletii Engl.

... · 
Anacardium · 
Bouea · 
Buchanania · 
Cotinus · 
Mangifera · 
Pistacia (Pistache) · 
Protorhus · 
Rhus · 
Schinus · 
Sclerocarya · 
Sorindeia · 
Spondias · 
Toxicodendron · 
...